# Billy & Mandy: Wrath of the Spider Queen
Billy & Mandy: Wrath of the Spider Queen (em português: A Fúria da Aranha Rainha ou A Ira da Aranha Rainha) é um episódio da série As Terríveis Aventuras de Billy e Mandy.

## Sinopse
As aranhas estão agindo de forma estranha na escola de Endsville e Mandy, Mindy e Puro Osso resolvem investigar. Enquanto isso Billy tenta recuperar o leite achocolatado, das mãos da assustadora (porém muito gentil) aranha Jeff, que ia se casar. Puro Osso lembra-se de sua colega de escola, Velma Grim, a aranha rainha, e descobre que ela é a causa do comportamento bizarro das aranhas. Ela pretende vingar-se de Puro Osso por ter vencido a eleição para Ceifador Sinistro no Ensino Médio, mas Billy, Mandy e Mindy não vão permitir.